# Karl Schneider (Jurist, 1870)
Karl Schneider (* 23. September 1870 in Karlsruhe; † 30. April 1941 in Freiburg im Breisgau) war ein deutscher Jurist und Richter.

## Leben
Nach dem Besuch des Karlsruher Gymnasiums studierte Karl Schneider an den Universitäten Genf, Freiburg, Berlin und Heidelberg Rechtswissenschaften. In Freiburg wurde er 1890 Mitglied des Corps Rhenania. 1893 bestand er das erste und 1896 das zweite juristische Staatsexamen. Er wurde zum Dr. jur. promoviert.
Nachdem Schneider Sizilien, die Schweiz, Belgien, Holland, England, Frankreich und Nordafrika bereist hatte, wurde er 1898 Sekretär im Badischen Ministerium des Inneren. 1899 wurde er zum Amtmann in Baden-Baden und 1902 zum Oberamtmann in Neustadt im Schwarzwald ernannt. 1906 wurde er Vortragender Rat im Badischen Ministerium des Inneren. Dort leitete er das Referat für Handel und Gewerbe und während des Ersten Weltkrieges das Ernährungsreferat. Mit dem Kriegsende erhielt er die Führung der Ministerialdirektorgeschäfte im neu geschaffenen Badischen Ernährungsministerium. Im Sommer 1919 wurde er zum Landeskommissar in Freiburg ernannt. Während seiner Amtszeit fand im September 1923 in Lörrach der Oberbadischer Aufstand statt bei dem Schneider eine Mitverantwortung für den späten und zu Beginn zu schwachen Einsatz der Polizei zugeschrieben wurde. 1927 wurde er zum Präsidenten des Badischen Verwaltungsgerichtshofes in Karlsruhe berufen. Zum 31. Dezember 1940 trat er in den Ruhestand. Im Nebenamt war er Vorsitzender des Kompetenzgerichtshofes, juristischer Beirat und Dozent an der Technischen Hochschule Karlsruhe sowie Vorsitzender des Evangelischen kirchlichen Verwaltungsgerichts.
Schneider war von 1928 bis zur Einstellung der Publikation 1941 Herausgeber der Zeitschrift für badische Verwaltung und Verwaltungspflege.

## Auszeichnungen
- Badische Jubiläumsmedaille, 1902
- Ritterkreuz 2. Klasse des Ordens vom Zähringer Löwen, 1905
- Ritterkreuz 1. Klasse des Ordens vom Zähringer Löwen, 1908
- Eichenlaub zum Ritterkreuz 1. Klasse des Ordens vom Zähringer Löwen, 1913
- Kommandeurkreuz des Belgischen Kronenordens, 1912
- Badisches Kriegsverdienstkreuz, 1916
- Verleihung des Eisernen Kreuzes II. und I. Klasse am weiß-schwarzen im Ersten Weltkrieg, 1918
- Ernennung zum Geheimen Oberregierungsrat[1]